# Porsche Cayman (Type 987c)
La Porsche Cayman (987c) est une voiture de sport de Porsche et la version coupé du roadster Boxster (Type 987). La 987c est la première génération de la Cayman. Bien que la Boxster ait une carrosserie plus complexe avec sa construction à capote souple, la Cayman coupé se positionne plus haut avec un prix 8 ou 10 pour cent (Cayman S) plus élevé et une puissance accrue de 7 kW (10 ch) par rapport au roadster malgré, en grande partie, le même équipement.

## Historique du modèle

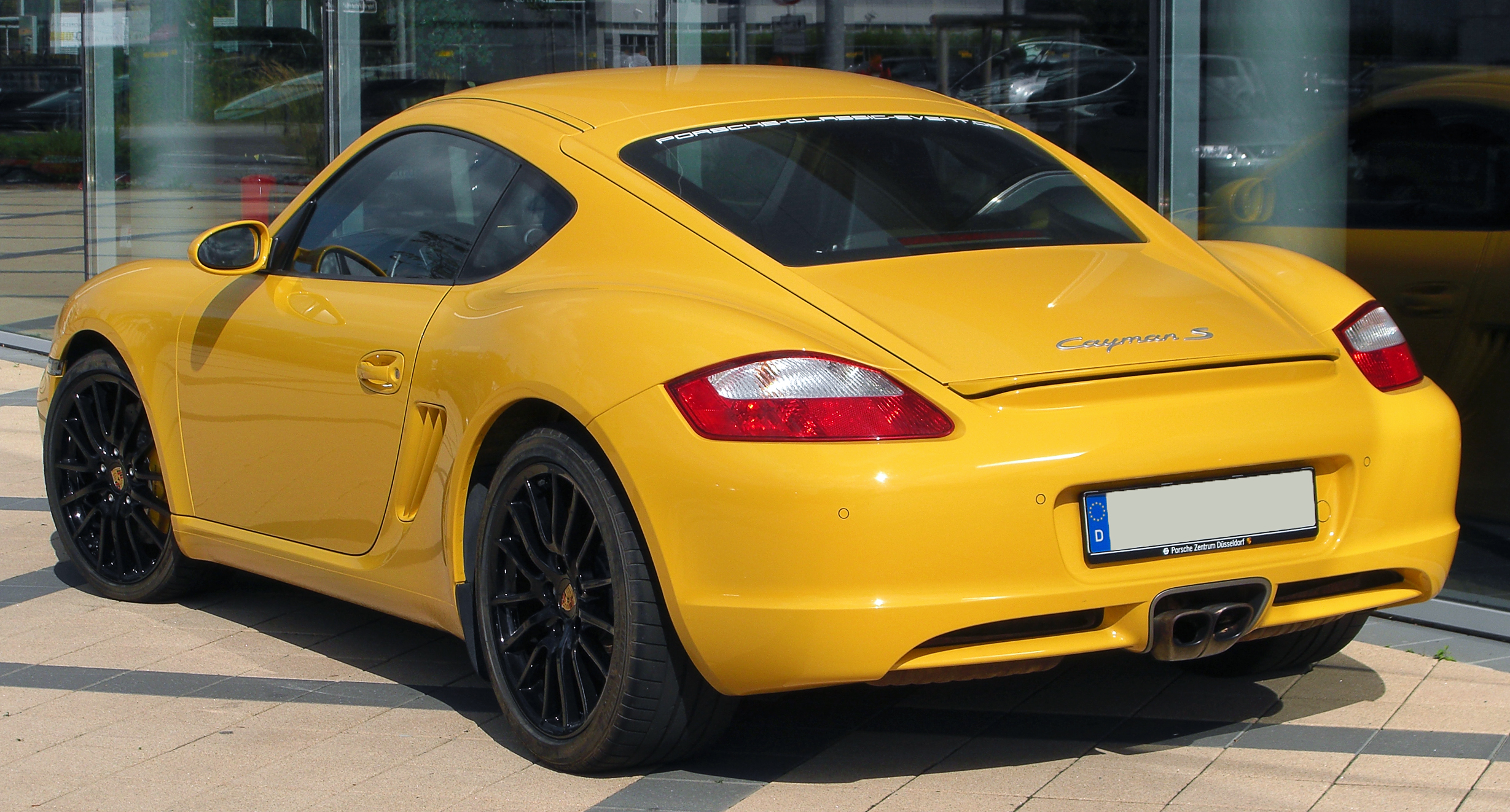
Vue arrière de la Cayman S

La version S de la Cayman a été présentée en première au Salon de l'automobile de Francfort (IAA) en septembre 2005. En Allemagne, le lancement sur le marché de la sportive biplace a eu lieu le 26 novembre 2005 avec un prix de base de 58 529 euros (TVA de 16% comprise). La désignation d’usine de la Porsche Cayman est 987c, le numéro de modèle est 987120.
La Cayman a été en grande partie construite pour le compte de Porsche chez Valmet Automotive à Uusikaupunki, en Finlande. En novembre 2012, la production a été transférée à l’usine Volkswagen d’Osnabrück. Comparée à sa modèle sœur ouverte, la Boxster, la Cayman est considérée comme une voiture plus sportive. La maniabilité est plus précise et agile grâce à la carrosserie plus rigide.
Jusqu’à fin juillet 2006, la voiture n’était proposée que sous le nom de Cayman S avec un moteur six cylindres de 3,4 litres développant 217 kW (295 ch), comme chez Porsche, les modèles S font référence aux modèles les plus puissants et les mieux équipés de la gamme de modèle respective. Un moteur six cylindres de 2,7 litres développant 180 kW (245 ch) à 6 500 tr/min était également disponible à partir de fin juillet 2006.
La Cayman S diffère du modèle de base par les caractéristiques supplémentaires suivantes :
- Boîte de vitesses à 6 rapports (en tant qu’option pour le modèle de base)
- Étriers de frein peints en rouge (noir anodisé sur la Cayman)
- Diamètre des disques de frein avant de 318 mm (298 mm sur la Cayman)
- Double sortie d’échappement
- Pneus de 18 pouces de série

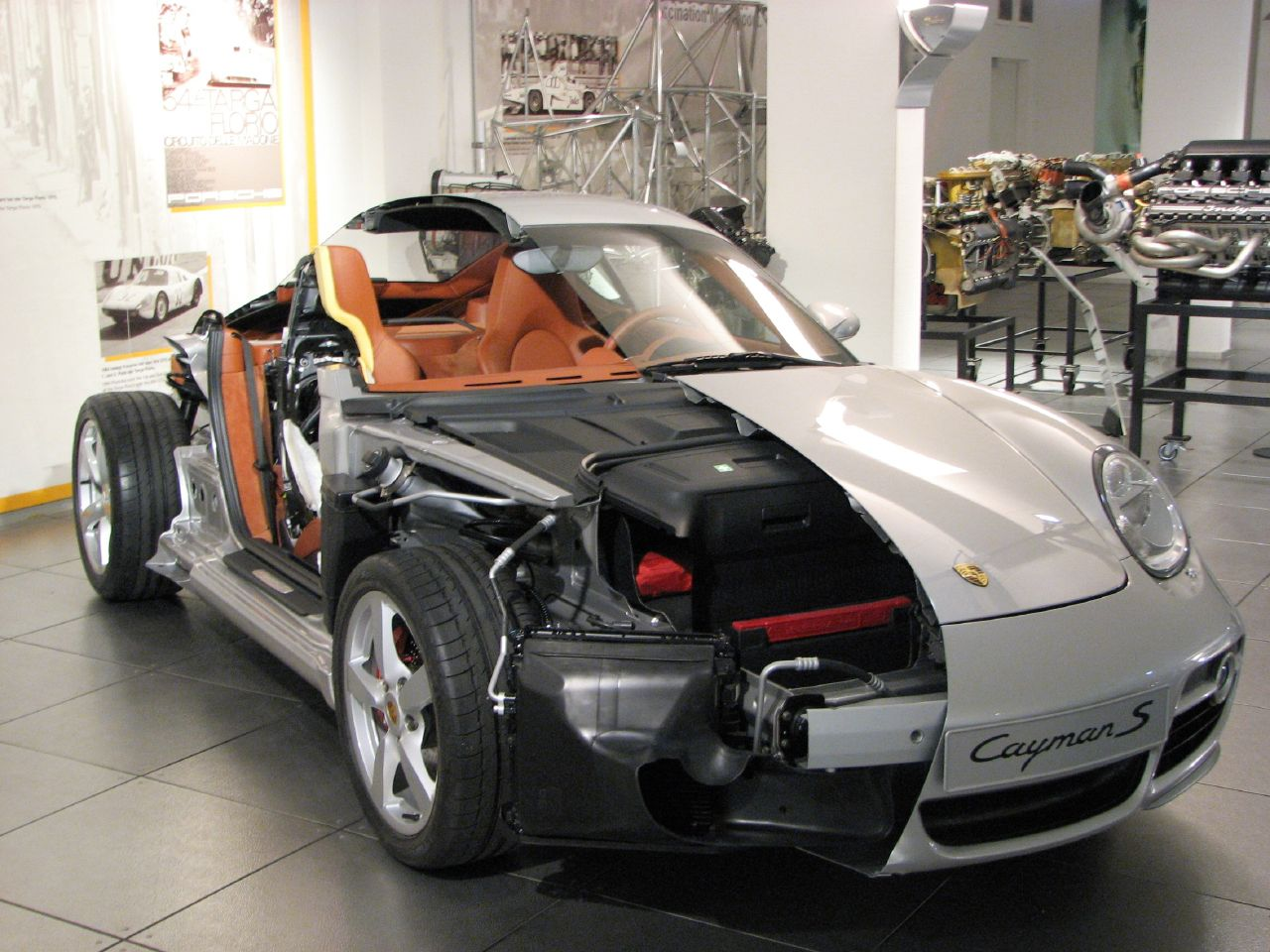
Modèle en coupe d’une Cayman S au Porsche Museum

L’option PASM (Porsche Active Suspension Management) contient un châssis modifié avec une carrosserie abaissée de 10 mm, des amortisseurs à commande électronique et deux cartographies sélectionnables manuellement, Normal ou Sport. Le système de freinage PCCB (Porsche Ceramic Composite Brake) avec disques en céramique et étriers avant à 6 pistons peut également être commandé.
La Porsche Cayman S a été élue «Voiture de performance mondiale 2007» au Salon de l'automobile de New York. Ce prix a été décerné par un jury composé de journalistes automobiles internationaux. La Cayman S a relégué la nouvelle Audi RS4 et la BMW M5 aux deuxième et troisième places, entre autres.
Depuis début 2007, Porsche propose ce qu’on appelle l’«Aerokit Cayman» pour améliorer l’extérieur de la Cayman. Il se compose de composants testés en soufflerie et qui sont destinés à réduire le coefficient de traînée (Cx) et également à réduire la portance. D’autres composants essentiels de l’aérokit sont les pièces de fixation de couleur carrosserie et un nez amélioré en termes d’aérodynamisme et de design. De plus, une lèvre de spoiler arrière fixe est destinée à améliorer la stabilité de conduite,.

### Année modèle 2009

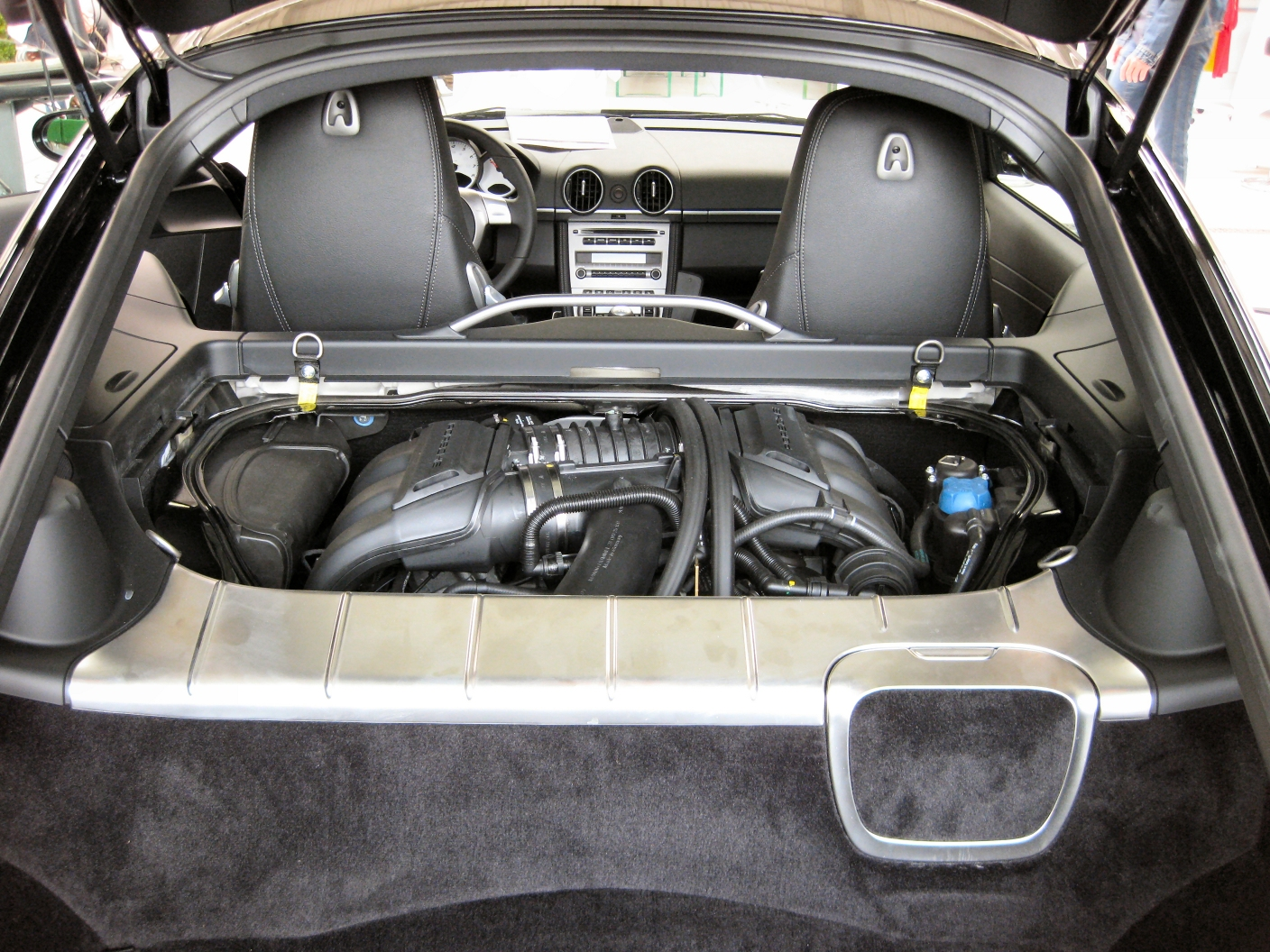
Compartiment moteur de la Cayman

Depuis février 2009, la voiture est équipée de deux nouveaux moteurs : le modèle de base est équipé d’un moteur d’une cylindrée augmentée à 2,9 litres et d’une puissance de 195 kW (265 ch). La consommation standard est réduite de 10 pour cent, passant de 10,1 à 9,1 l/100 km grâce à la transmission Porsche Doppelkupplung (PDK) à 7 vitesses disponible en option. Ce modèle possède également les disques de frein plus grands de la Cayman S à l’avant et des disques 4 mm plus épais à l’arrière.
Le moteur DFI (Direct Fuel Injection) de la Cayman S a une cylindrée d’environ 3,4 litres (3 436 cm3) et il produit 235 kW (320 ch). Les deux modèles sont équipés de série d’une aide au démarrage en côte et répondent à la norme antipollution Euro 5, en vigueur depuis le 1er septembre 2009.

### Peinture extérieure
Outre quatre peintures unies gratuites et la peinture Peridotmetallic réservée à la Cayman R, il existe un certain nombre de peintures métallisées différentes en option.
Peintures de série :
| schwarz (depuis 2005) | indischrot (depuis 2005) | carraraweiß (depuis 2005) | speedgelb (depuis 2013) | peridotmetallic (2010–2013) |

Peintures métallisée :
| basaltschwarz (depuis 2005)  | aquablau (2005–2013)     | platinsilber (2005–2013)    | macadamia (2005–2013)  | meteorgrau (2005–2013)    | dunkelblau (depuis 2005) |
| anthrazitbraun (depuis 2013) | saphirblau (depuis 2013) | rhodiumsilber (depuis 2013) | mahagoni (depuis 2013) | amaranthrot (depuis 2013) | achatgrau (depuis 2013)  |

Peintures spéciale métallisée :
| GT-silber (depuis 2005) | rubinrot (2005–2013) | cognac (depuis 2013) | limegold (seit 2013) |

### Cayman R

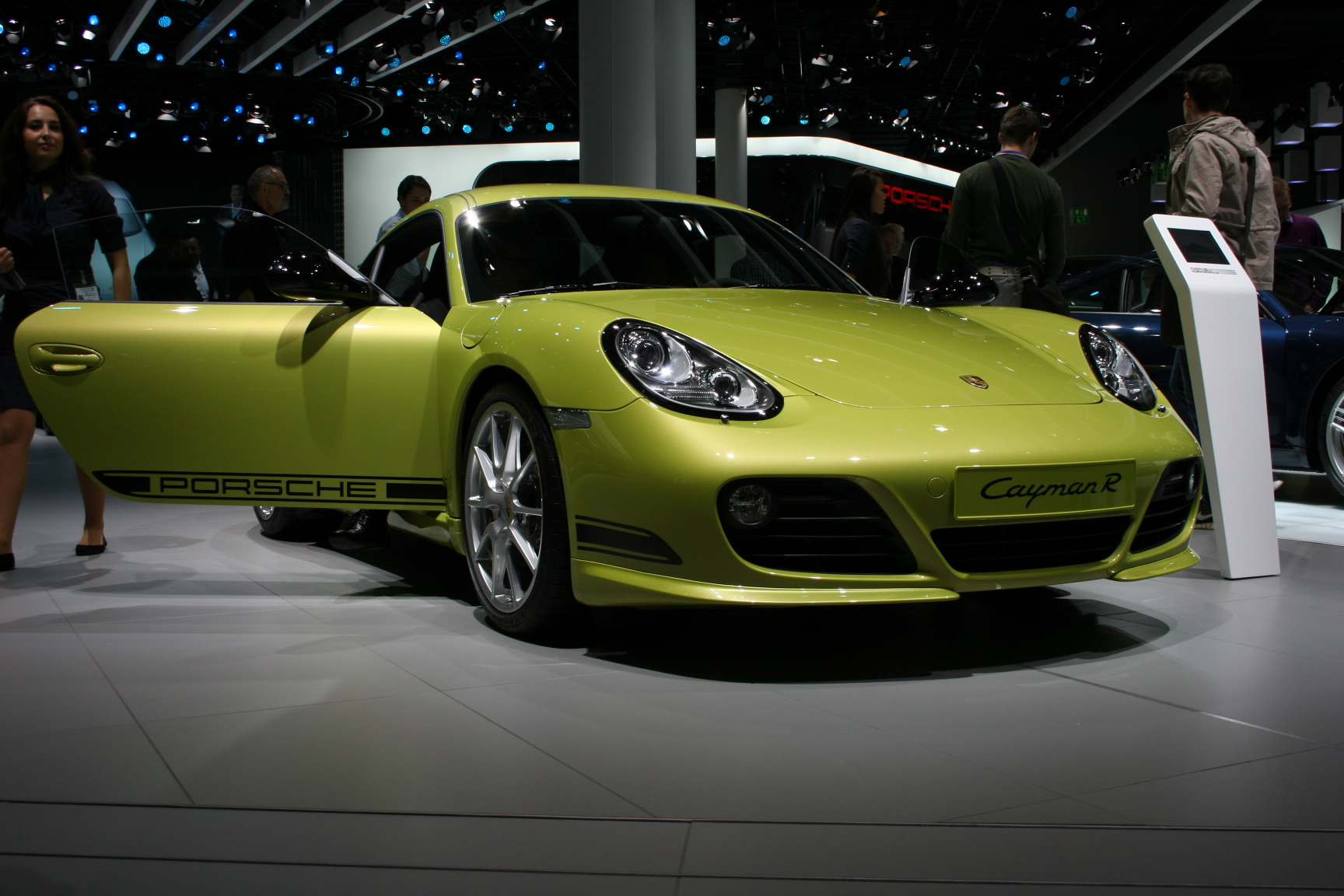
Vue avant de la Cayman R

Depuis le 17 novembre 2010, en plus des modèles Cayman et Cayman S, une version baptisée Cayman R est proposée. Elle a été présentée au Salon de l'automobile de Los Angeles et elle est dérivée de la Cayman S. La Cayman R a une puissance de 243 kW (330 ch). Cela représente 8 kW (10 ch) de plus et en même temps, elle est plus légère de 55 kg afin d’obtenir un meilleur rapport poids/puissance et une meilleure dynamique - des mesures comparables à celles mises en œuvre dans la gamme de modèles Boxster. Une nouvelle augmentation de la dynamique de conduite est obtenue grâce à une suspension sport nouvellement réglée, qui abaisse également le véhicule de 20 mm par rapport à la Cayman S. La Cayman R est équipée de pneus 235x35 ZR19 sur l’essieu avant et de pneus 265x35 ZR19 sur l’essieu arrière et atteint une vitesse de pointe de 282 km/h (5 km/h de plus que le modèle Cayman S standard). Le temps d’accélération de 0 à 100 km/h est de 5,0 s avec la transmission manuelle à 6 vitesses. Avec la transmission PDK de Porsche à double embrayage disponible en option, le sprint de 0 à 100 km/h prend 4,7 secondes. La condition préalable est l’utilisation du Launch Control, qui peut être activé avec la finition optionnelle «Porsche Sport Chrono Plus».
L’aspect extérieur se caractérise par un contour noir sur les phares principaux, un spoiler fixe à l’arrière, des lèvres de spoiler plus grandes à l’avant et le lettrage Porsche sur les portes. Les portes proviennent de la 911 Turbo et, comme le capot avant, elles sont en aluminium. Une réduction supplémentaire du poids est obtenue grâce à un équipement réduit : moins de matériaux isolants, pas de vide-poches ni de porte-gobelets ni de sièges baquets sport de série. Les boucles textiles du modèle GT3 RS servent d’ouvre-porte. La climatisation, la radio, le PCM (Porsche Communication Management) ne sont pas inclus dans la gamme standard, mais peuvent être commandés. Le modèle est arrivé sur le marché en février 2011 au prix de 69 830 euros (TVA de 19% comprise).

## Modèles spéciaux
Il existe deux modèles spéciaux basés sur la Cayman S, qui se distinguent du modèle standard par une puissance moteur partiellement augmentée, un design unique, un équipement standard considérablement étendu et une édition limitée.

### Cayman S Porsche Design Edition 1 (2007)

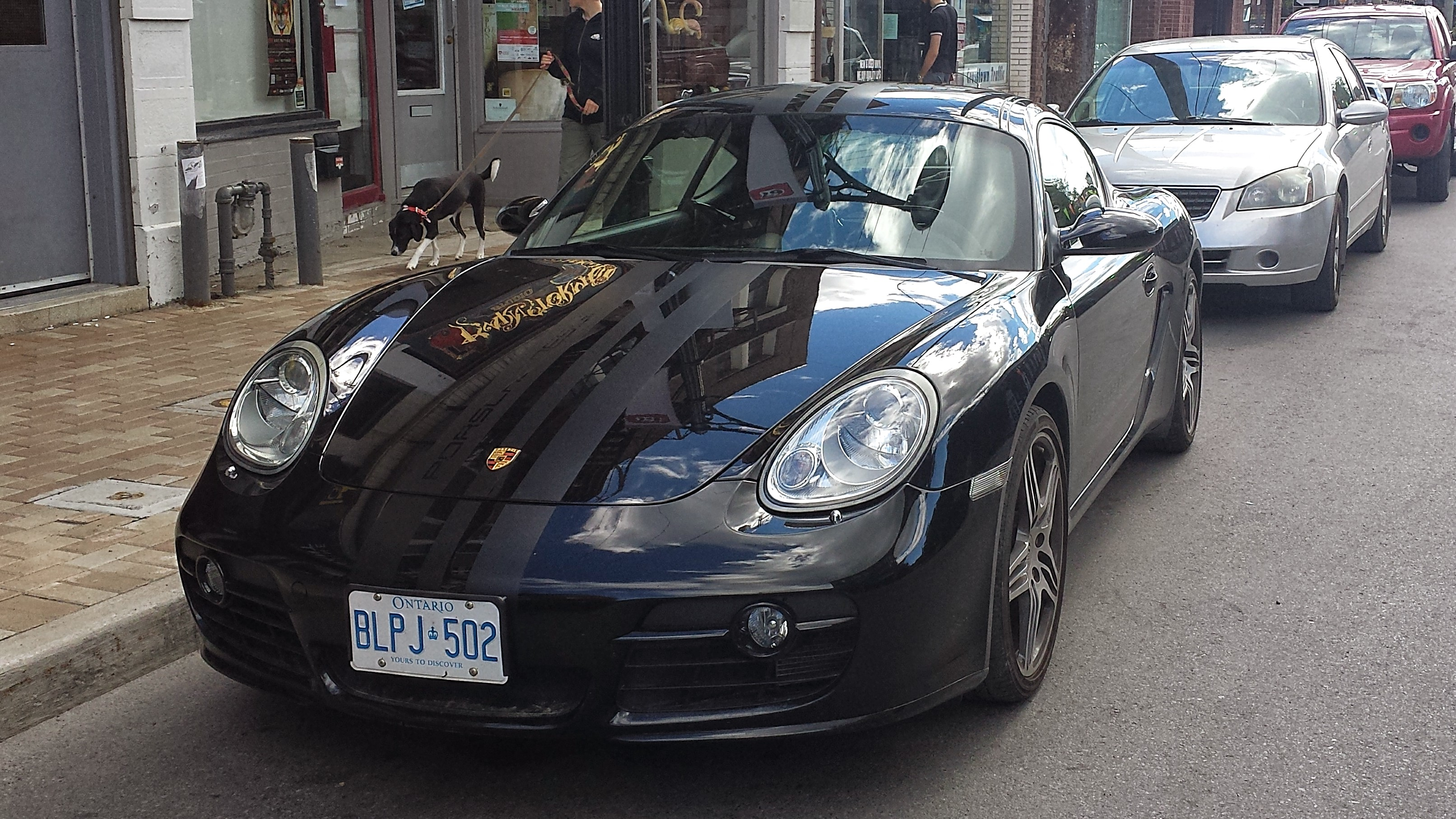
Cayman S Porsche Design Edition 1

Le premier modèle spécial de la Cayman, la Cayman S Porsche Design Edition 1, a été présenté à l’IAA en septembre 2007. Cette édition spéciale était limitée à 777 modèles, tous vendus. La Cayman S n’a pas été modifié techniquement, mais elle a été modifiée visuellement, mieux reconnaissable aux trois bandes noires mates qui traversent le véhicule.
Caractéristiques du modèle spécial :
- Conception extérieure : Trois bandes noires mates avec lettrage «Design Edition 1» le long du véhicule et sur les portes; feux arrière rougis; clignotants latéraux grisés.
- Conception intérieure : Combiné d’instrumentations avec chiffres noirs au look chronographe Porsche Design; seuil de porte en acier inoxydable avec inscription; intérieur entièrement en cuir noir; sièges avec écusson Porsche; volant sport + ciel de toit + frein à main en Alcantara, console centrale peinte en noir, numéro de véhicule ###/777 sur la boîte à gants.
- Technologie : Châssis PASM; jantes Turbo de 19 pouces forgées; entretoises de 5 mm.
- Accessoires de conception : Un étui en cuir Porsche Design avec un chronomètre à quartz Porsche Design noir, des lunettes de soleil, un couteau de poche, un porte-clés, un instrument d’écriture.

Le chronomètre à quartz Porsche Design est adapté au combiné d’instrumentations et il n’est disponible qu’en combinaison avec le véhicule, ce qui signifie qu’il est limité à 777 pièces et n’est pas disponible individuellement. Le prix était de 69 942 euros (TVA de 19% incluse).

### Cayman S Sport (2008)

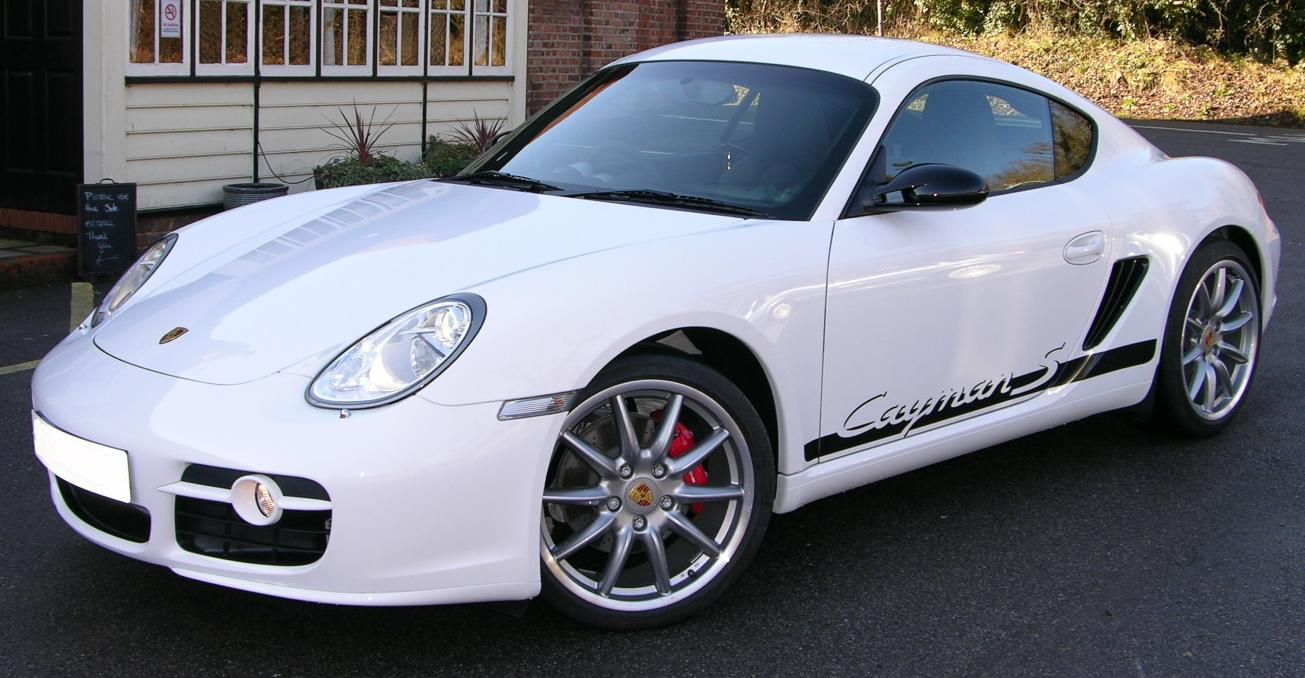
Cayman S Sport

Un deuxième modèle spécial de la Cayman est apparu en août 2008 sous le nom de Porsche Cayman S Sport. Ce modèle spécial est limité à 700 unités et possède une puissance moteur supérieure de 6 kW (8 ch) à celle de la Cayman S classique. Le modèle spécial est extérieurement basé sur la 997 GT3 RS et dispose de série de quelques extras sportifs, comme la finition Sport Chrono. Le Porsche Ceramic Composite Brake, un système de freinage en céramique que l’on retrouve de série uniquement sur la Porsche 911 GT2, reste disponible uniquement en option sur la Cayman S Sport. Le prix de ce modèle spécial, comme le premier modèle spécial, est de 69 942 euros (TVA de 19% comprise).

### Cayman S Black Edition (2011)
Ce troisième modèle spécial était limité à 500 exemplaires. Elle contenait le moteur légèrement plus puissant de la Cayman R avec 242 kW (330 ch), les finitions d’équipements «Komfort», «Infotainment» et «Design», et elle était peinte en noir, avec des jantes noires et un intérieur partiellement en cuir noir. Le prix catalogue était de 67 807 euros (TVA de 19% incluse).